# Stephen Bosustow
Stephen Reginald Bosustow (Victoria, Columbia Britànica, 6 de novembre de 1911 – Malibu, 4 de juliol de 1981) va ser un dibuixant i productor de cinema d'animació d'origen canadenc.
Bosustow està vinculat a la productora United Productions of American (UPA),companyia independent creada per un grup d'artistes que van deixar els estudis Walt Disney buscant formes de creativitat i d'expressió diferents a les de Disney. Bosustow —qui ja havia col·laborat amb Ub Iwerks (creador de Mickey Mouse) i Walter Lantz (creador de Woody Woodpecker)— va liderar aquesta recerca de llibertat i va posar en marxa produccions que van ser considerades com a molt innovadores. Formalment va optar pels colors nítids i vius i un dibuix esbiaixat i angulós, més nerviós i esquemàtic que el característic dibuix realista de la Disney, en línia amb la caracterització dels personatges i amb els temes tractats.
UPA va signar un acord de distribució amb Columbia Pictures per als curtmetratges d'animació per tal de competir amb Disney i Warner Bros i va fer molts diners amb el personatge del vell rondinaire Mr. Magoo, un home gran, ric i miop, gairebé cec (dibuixat per Peter Burness), víctima de mil desventures provocades per la seva vista defectuosa. Aquest vellet és el protagonista d'una sèrie grotesca i burleta sobre l'ésser humà i la societat de consum. L'actor de veu Jim Backus va ser qui li va posar veu. Un altre personatges significatiu de la UPA va ser Gerald McBoing (dibuixat per Bob Cannon), un nen que no sap parlar però que és capaç de reproduir qualsevol soroll.
A finals dels anys cinquanta, la UPA, amb una producció cada vegada més comercial i estandarditzada, es va dissoldre en una conjunt de companyies menors. Bosustow, en la dècada de 1960, va crear Stephen Bosustow Productions i va dedicar-se a produir pel·lícules educatives, quaderns de viatge, documentals i curtmetratges d'animació.

## Premis i reconeixements
Entre els curts produïts Bosustow, dos d'ells van ser guanyadors de l'Oscar: When Magoo Flew (1954) i Magoo 's Puddle Jumper (1956). També va guanyar un Oscar per Gerald McBoing Boing (1951). A més, va rebre 7 nominacions més. En la cerimònia dels premis de l'Acadèmia de 1957, UPA va produir els 5 curtmetratges d'animació en competició, la qual cosa li va garantir la victòria.
En una etapa posterior va guanyar un altre Oscar pel seu curt de 8 minuts Is it Always Right to Be Right? (1971), animació narrada per Orson Welles, i Legend of John Henry (1974), narrada per Roberta Flack va ser nominada.